# Chiesa di San Marco in Calcesana
La chiesa di San Marco in Calcesana è un ex edificio religioso situato in via Garibaldi a Pisa.

## Storia
Il tempio fu consacrato il 1º settembre del 1142 dall'arcivescovo Baldovino ed era annesso ad un ospedale. Il nome deriva dalla vicina Porta Calcesana nelle mura che conduceva a Calci, da cui Calcesana.
È stata patronato delle monache di San Matteo fino al 1387, anno dopo il quale tale patronato passò a varie famiglie pisane. A partire dal 1508 furono eseguiti importanti restauri che coinvolsero il rifacimento della facciata, del campanile e la costruzione di un altare commissionato a Giovanni della Robbia rappresentante l'Assunta tra santi e Profeti (oggi collocato nella cappella Aulla in camposanto).
Tra la fine del XVIII e l'inizio del XIX secolo la chiesa venne più volte soppressa e riaperta al culto fino a che, nel 1819, venne definitivamente sconsacrata. L'edificio è stato negli anni successivi quasi totalmente demolito, salvo le mura, ed adoperato per diversi usi, tra i quali fonderia nel 1877, magazzino, esercizio commerciale e autofficina.
Rimasta per anni in rovina e pericolante, nel novembre 2023 è stato approvato il suo recupero grazie ai fondi del progetto PINQuA (parte del PNRR) mentre i lavori di restauro e recupero funzionale sono iniziati alla fine del 2024.

## Le opere provenienti da questa chiesa
- Giovanni Della Robbia realizzò nel 1520 un tabernacolo per l'altare maggiore, trasferito prima in San Silvestro e infine nella cappella Aulla del camposanto.

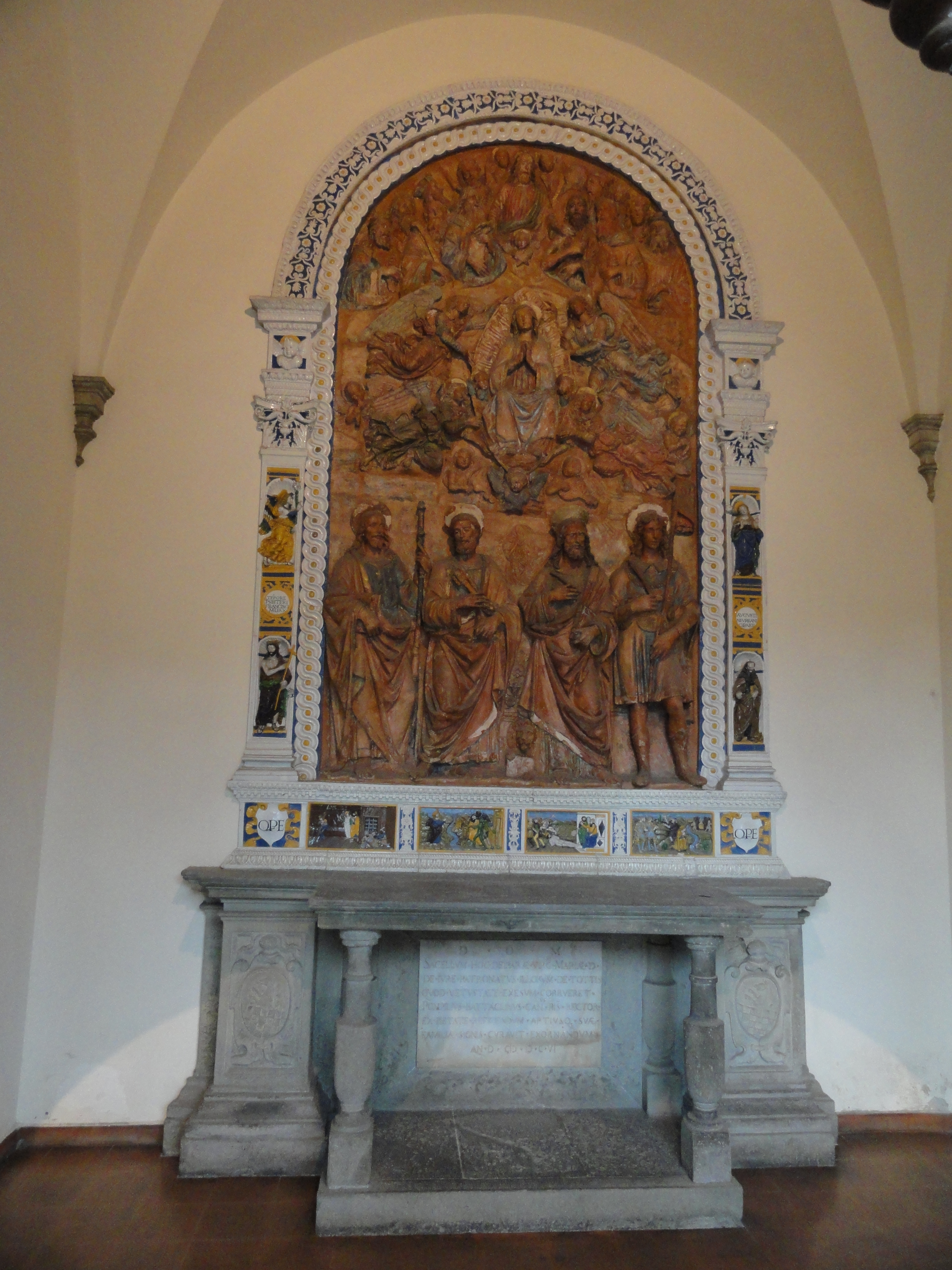
Tabernacolo di Giovanni Della Robbia, già altare della chiesa nel 1520, oggi nella cappella Aulla del camposanto